# Hormonstörande ämne
Hormonstörande ämnen är kemikalier som stör hormonfunktionen hos varelser och därmed deras homeostas. En vanlig källa till hormonstörande ämnen är livsmedel, antingen genom att födan naturligen innehåller ämnen som stör hormonaktiviteten hos den som äter det, eller genom att födan ansamlat miljögifter som stör den egna hormonbalansen (xenohormon).
Hormoner är verksamma i det endokrina systemet genom att binda till receptorer i hela kroppen, och tenderar att reglera nivåerna av, och funktionen på, varandra. Hormonstörande ämnen utgörs framför allt av ämnen som påminner om något av kroppens egna hormoner. De hormonstörande ämnena kan få konsevenser i flera led, förutom den som initialt drabbas. De kan störa fosterutvecklingen om modern drabbas under havandeskap eller amning, och även överföras genetiskt eller epigenetiskt. Det kan överföras via ekosystem och via näringskedjan.
Om hormonnivåerna störs kan det orsaka systemisk påverkan, och leda till t.ex. neurobiologiska avvikelser, tillväxtstörningar, cancer, fetma, infertilitet, pubertetsstörningar, diabetes, samt hjärt- och kärlsjukdomar. Det syntetiska östrogenet dietylstilbestrol är cancerframkallande, och kan förekomma i luften, jorden och i vatten. Ett annat halvsyntetiskt östrogen, som ofta förekommer i p-piller, är etinylöstradiol som visat sig orsaka feminisering av hanfiskar sedan det släppts ut med avloppsvatten, vilket på sikt kan leda till att fisksorten dör ut. Andra ämnen kan störa ämnesomsättningen (polyklorerade dibensodioxiner, populärt kallat dioxin), retinoidomsättning, öka och sänka testosteronnivåerna (t.ex. bisfenol A), med mera.
Till gruppen hormonstörande ämnen räknas bland annat läkemedel och läkemedelsrester, plaster, vissa pesticider, bränslen, industrikemikalier, med mera, vilka finns i ekosystemet och som försämrar miljön och hälsan.
Naturliga hormonstörande ämnen är t.ex. fytoöstrogener, som är ett naturlig östrogen i vissa svampar och växter, men som ökar östrogenuttrycken hos den varelse som äter det. Medan syntetiska hormonstörande ämnen som regel uteslutande ses som patogena, är meningarna om t.ex. fytoöstrogener oftare mera positiva, och antas kunna ha både positiva och negativa egenskaper.